# Roland Minnerath
Roland Minnerath (Sarreguemines, 27 novembre 1946) è un arcivescovo cattolico francese, dall'11 febbraio 2022 arcivescovo emerito di Digione.

## Biografia
È nato a Sarreguemines, nel dipartimento della Mosella, nel 1946.

### Formazione e ministero sacerdotale
Dopo aver studiato all'Università della Sorbona di Parigi, dove ha conseguito il master in storia, ha proseguito gli studi presso l'Università di Parigi-Dauphine, dove ha conseguito il dottorato in scienze del management.
Entrato in seminario, ha studiato teologia e diritto canonico presso la facoltà di teologia cattolica a Strasburgo e presso la Pontificia Università Gregoriana a Roma, conseguendo un secondo dottorato statale in teologia e un terzo in diritto canonico.
È stato ordinato sacerdote il 25 giugno 1978 per l'arcidiocesi di Strasburgo, venendo rapidamente messo a disposizione della Segreteria di Stato. È stato segretario e poi uditore presso la nunziatura di Brasilia e di Bonn dal 1980 al 1985. È poi diventato officiale presso il Consiglio per gli affari pubblici della Chiesa dal 1985 al 1988.
Rientrato nell'arcidiocesi di Strasburgo nel 1989, ha insegnato storia della Chiesa antica e medievale presso la Facoltà di teologia cattolica a Strasburgo e rapporti Chiesa-Stato presso l'Istituto di Diritto Canonico.

### Ministero episcopale
Il 13 febbraio 2004 papa Giovanni Paolo II lo ha nominato arcivescovo metropolita di Digione, ricevendo la consacrazione episcopale nella cattedrale di Digione il 21 marzo successivo dalle mani dell'arcivescovo Michel Louis Coloni, suo predecessore a Digione, co-consacranti l'arcivescovo Joseph Pierre Aimé Marie Doré, arcivescovo di Strasburgo, e il vescovo Pierre René Ferdinand Raffin, vescovo di Metz.
In seno alla Conferenza episcopale francese è stato membro della Commissione dottrinale per due mandati, prima di essere eletto nel 2011 presidente del Consiglio per le Questioni Canoniche, carica mantenuta fino al 2017.
Per la Santa Sede ha ricoperto l'incarico di segretario particolare del Sinodo dei vescovi dall'ottobre 2005 ed è stato membro della Commissione teologica internazionale. Il 6 maggio 2015 è nominato membro della Congregazione per la dottrina della fede da papa Francesco.
Nel 2012 il cardinale Edwin O'Brien, gran maestro dell'Ordine equestre del Santo Sepolcro di Gerusalemme, lo ha nominato gran priore della luogotenenza di Francia dell'Ordine, incarico che ha mantenuto fino al 2016.
L'11 febbraio 2022 papa Francesco ha accolto la sua rinuncia per raggiunti limiti d'età al governo pastorale dell'arcidiocesi, nominando contestualmente come suo successore il vescovo Antoine Hérouard, fino ad allora vescovo ausiliare di Lilla e titolare di Maillezais.

## Genealogia episcopale
La genealogia episcopale è:
- Cardinale Scipione Rebiba
- Cardinale Giulio Antonio Santori
- Cardinale Girolamo Bernerio, O.P.
- Arcivescovo Galeazzo Sanvitale
- Cardinale Ludovico Ludovisi
- Cardinale Luigi Caetani
- Cardinale Ulderico Carpegna
- Cardinale Paluzzo Paluzzi Altieri degli Albertoni
- Papa Benedetto XIII
- Papa Benedetto XIV
- Papa Clemente XIII
- Cardinale Marcantonio Colonna
- Cardinale Giacinto Sigismondo Gerdil, B.
- Cardinale Giulio Maria della Somaglia
- Cardinale Carlo Odescalchi, S.I.
- Vescovo Eugène de Mazenod, O.M.I.
- Cardinale Joseph Hippolyte Guibert, O.M.I.
- Cardinale François-Marie-Benjamin Richard
- Vescovo Marie-Prosper-Adolphe de Bonfils
- Cardinale Louis-Ernest Dubois
- Cardinale Georges-François-Xavier-Marie Grente
- Arcivescovo Marcel-Marie-Henri-Paul Dubois
- Cardinale François Marty
- Cardinale Jean-Marie Lustiger
- Arcivescovo Michel Louis Coloni
- Arcivescovo Roland Minnerath